# ساول سانشيز
ساول سانشيز (بالإسبانية: Saúl Sánchez)‏ (3 أبريل 1973 في المكسيك - ) هو لاعب كرة قدم مكسيكي في مركز حراسة المرمى. لعب مع كلوب ليون ونادي بويبلا ونادي تيخوانا ونادي سيلايا ودورادوس سينالوا وVenados F.C. ‏ وLagartos de Tabasco ‏ واستوديانتس دي التاميرا ‏ ونادي كيريتارو.

## وصلات خارجية
- ساول سانشيز على موقع قاعدة بيانات كرة القدم.إي يو (الإنجليزية)
- ساول سانشيز على موقع قاعدة بيانات كرة القدم.إي يو (الإنجليزية)